# Littorina littorea
El bígaro común o caracolillo (Littorina littorea) es una especie de molusco gasterópodo de la familia Littorinidae. Es comestible y consumida desde antiguo y considerada como especie pesquera admitida en España. No se reconocen subespecies.

## Descripción
La concha del bígaro puede llegar a alcanzar una altura de entre 2 y 4 cm, la cual es de color gris pardusco o gris verdoso, con bandas en espiral de tonalidad más clara.

## Distribución y hábitat
Es propia del océano Atlántico y del mar Mediterráneo, encontrándose en las costas de Canadá y Estados Unidos, y en Europa occidental, desde Noruega al mar Adriático. Habita en rocas, plantas y construcciones portuarias.
Predomina en las piedras sueltas de pequeño tamaño bajo las cuales aguantan la humedad durante muchas horas, sobreviven a la bajamar a la sombra de estas piedras y con la pequeña cantidad de agua que pueden retener dentro de la concha.

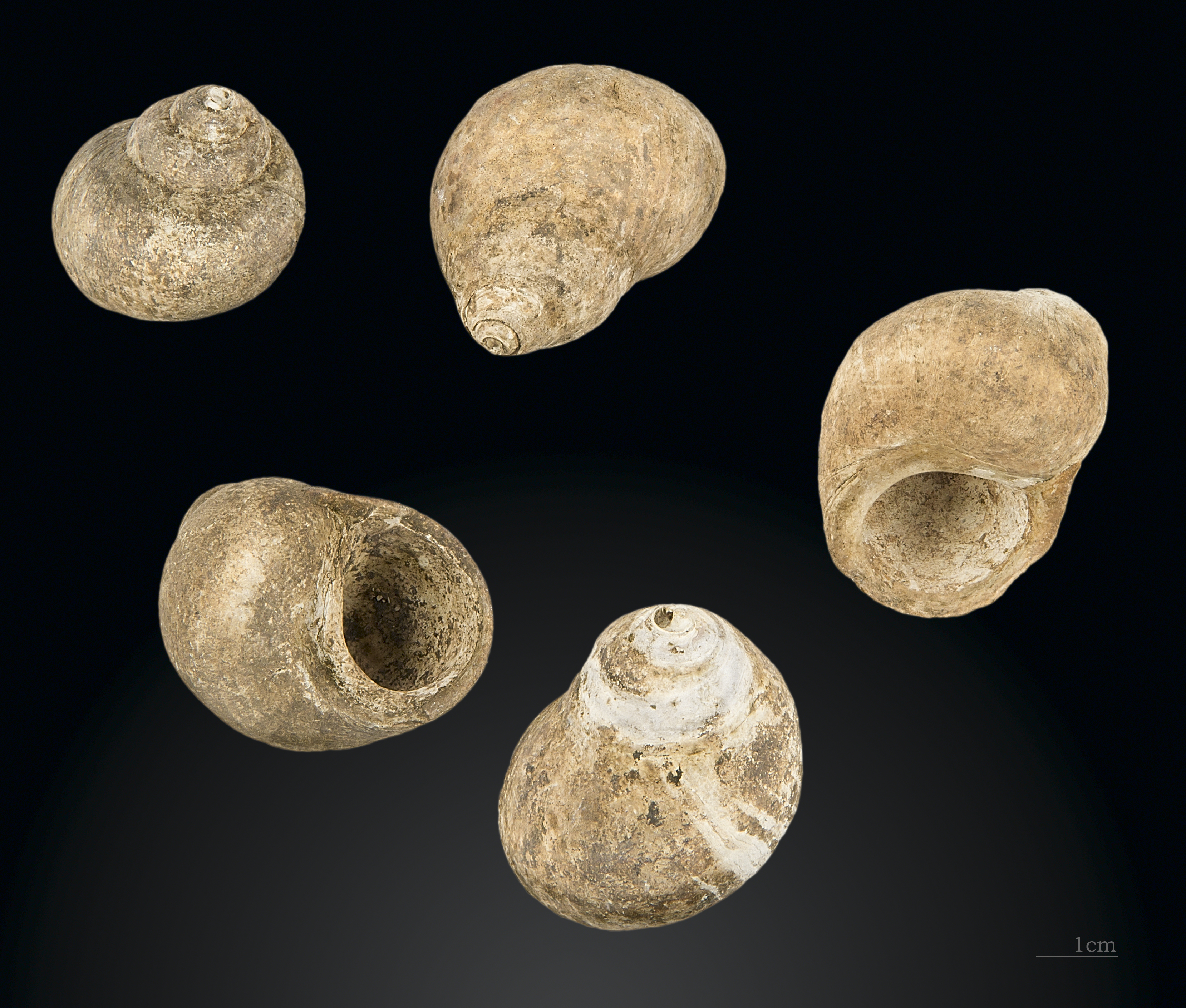
Restos de comida encontrados en la cueva de Altamira en el estrato del Magdaleniense Inferior Cantábrico (15000 años a. C.)